# Göran Andersson (militär)
Bo Göran Andersson, född 22 maj 1942 i Göteborgs domkyrkoförsamling i Göteborgs och Bohus län, är en svensk militär.

## Biografi
Andersson avlade officersexamen vid Krigsskolan 1966 och utnämndes samma år till fänrik i armén, varefter han befordrades till kapten vid Älvsborgs regemente 1972. Han befordrades 1977 till major och var detaljchef vid Försvarsstaben 1977–1978, varpå han 1978–1980 tjänstgjorde i Operationsledningen i Försvarsstaben. Han var lärare vid Militärhögskolan 1981–1983. År 1983 befordrades han till överstelöjtnant och var bataljonschef vid Hallands regemente 1985–1986, varpå han var chef för Underrättelseavdelningen i Försvarsstaben 1986–1989. Han befordrades 1989 till överste och var 1989–1992 militärattaché vid ambassaderna i Östberlin, Prag och Wien. Han var 1992–1995 utbildningschef vid Militärhögskolan och 1995–1997 chef för Västmanlands regemente tillika befälhavare för Västmanlands försvarsområde.